# Szerecsen sámarigó
A szerecsen sámarigó (Copsychus niger) a madarak osztályának a verébalakúak (Passeriformes) rendjéhez és a légykapófélék (Muscicapidae) családjához tartozó faj.

## Rendszerezése
A fajt Richard Bowdler Sharpe angol ornitológus írta le 1877-ben, a Cittocincla nembe Cittocincla nigra néven. Besorolása vitatott, egyes szervezetek a Kittacincla nembe sorolják Kittacincla niger néven.

## Előfordulása
Délkelet-Ázsiában, a Fülöp-szigetekhez tartozó Balabac, Busuanga, Culion, Bantac és Palawan szigetek területén honos. Természetes élőhelyei a szubtrópusi vagy trópusi síkvidéki esőerdők és cserjések. Állandó, nem vonuló faj.

## Megjelenése
Testhossza 18-21 centiméter.

## Természetvédelmi helyzete
Az elterjedési területe kicsi, egyedszáma viszont csökken, de még nem éri el a kritikus szintet. A Természetvédelmi Világszövetség Vörös listáján nem fenyegetett fajként szerepel.